# Conferencia de Embajadores

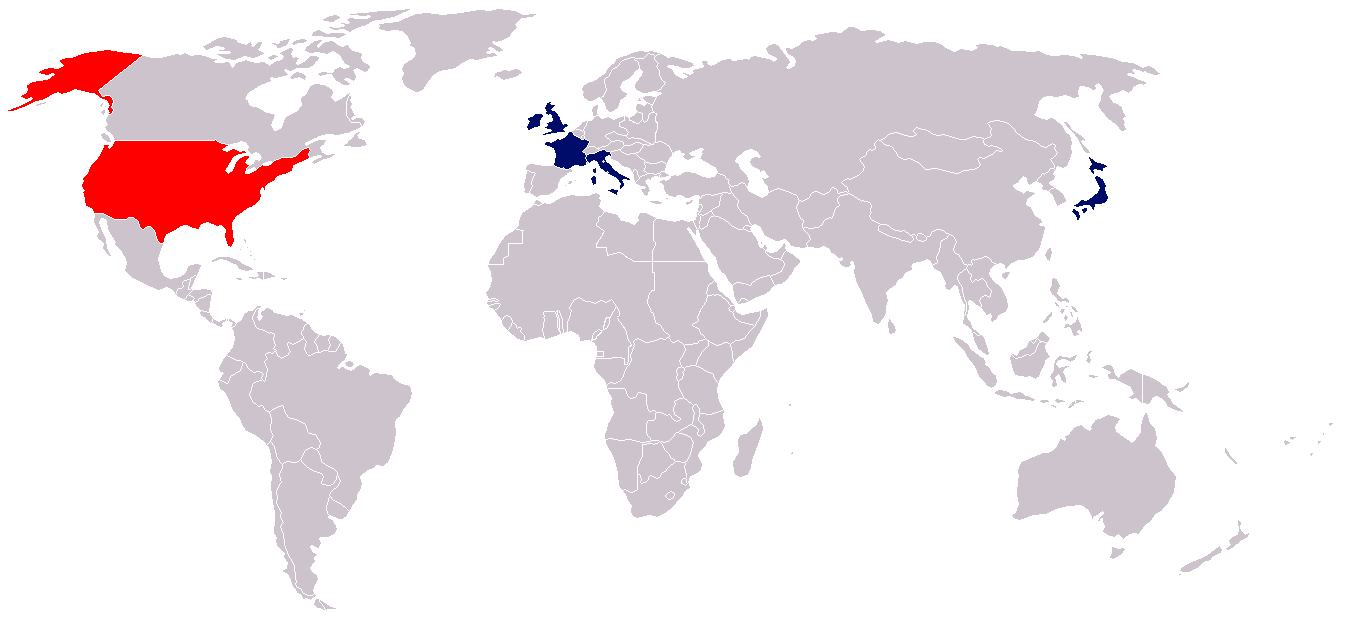
Miembros del Consejo de Embajadores (en azul) y observadores (en rojo) en 1919, con fronteras de 1921.

La Conferencia de Embajadores de las Principales Potencias Aliadas y Asociadas fue una organización inter-aliada de la Entente en el período posterior al final de la Primera Guerra Mundial. Formada en París en enero de 1920 pronto se convirtió en el sucesor del Consejo Supremo de Guerra y más tarde se incorporó de facto a la Liga de las Naciones como uno de sus órganos rectores. Estuvo menos activa después de los Tratados de Locarno de 1925 y formalmente dejó de existir en 1931.
La Conferencia estaba compuesta por los embajadores de Gran Bretaña, Italia y Japón acreditados en París y el ministro de asuntos exteriores francés. El embajador de Estados Unidos asistía como observador porque Estados Unidos no era parte oficial en el Tratado de Versalles. Jules Laroche y el diplomático francés René Massigli fueron sus secretarios generales. Estaba presidida por el ministro de Asuntos Exteriores de Francia (Georges Clemenceau, Raymond Poincaré o Aristide Briand).
Fue creada para hacer cumplir los tratados de paz y para mediar en diversas disputas territoriales entre estados europeos. Algunas de las regiones disputadas gestionadas por la Conferencia incluyeron Cieszyn Silesia (Zaolzie, entre Polonia y Checoslovaquia), la región de Vilna (entre Polonia y Lituania), la región de Klaipeda (entre Alemania y Lituania) y el Incidente de Corfú (entre Italia y Grecia). Una de sus principales decisiones territoriales se tomó el 15 de marzo de 1923, al reconocer las fronteras orientales de Polonia creadas después de la guerra polaco-soviética de 1920. Fue la Liga de las Naciones quien nombró a la Conferencia para hacerse cargo de la disputa fronteriza griega - albanesa que se convirtió en el Incidente de Corfú de 1923. 
La  Conferencia de Embajadores se contradecía con la existencia de un secretariado general y una serie de comités y comisiones que trabajaban como asesores permanentes o a veces para casos concretos.